# Dadra
Dadra är en ort (census town) i det indiska unionsterritoriet Dadra och Nagar Haveli och Daman och Diu, i distriktet Dadra och Nagar Haveli. Den är belägen mellan de större städerna Silvassa (distriktets huvudstad, några kilometer i sydost) och Vapi (några kilometer i nordväst, i delstaten Gujarat). Folkmängden uppgick till 13 039 invånare vid folkräkningen 2011.